# Adam (Život na sjeveru)
Adam je fikcionalni lik iz televizijske serije Život na sjeveru. Glumio ga je Adam Arkin.

## Fikcionalna biografija
Adam se prvi put pojavljuje kao sislijski ekvivalent Bigfoota: misteriozno, mitološko biće koje je jedva itko vidio, a poznato samo po sitnim krađama i ogromnim otiscima stopala. Nakon što se kamionet Joela Fleischmana pokvari usred divljine, Adam mu nevoljko priskače u pomoć, odvevši ga u tajnu kolibu. Joel shvaća kako je Adam mizantropski nastrojen, kompulzivni lažljivac i genijalni kuhar — te da mrzi nositi obuću.
Nakon tog susreta, iznimno mrzovoljni i cinični Adam postaje češći posjetitelj 'civilizacije' zvane Cicely. Ovakvo ponašanje označava njegovu sarkastičnu osobnost te ilustrira njegov odnos Fleischmanom i ostalim mještanima koji varira između ljubavi i mržnje. Ponekad radi za restoran Hollinga Vincoeura, The Brick, a i piše za novine Mauricea Minnifielda. Adam često ima epizode izljeva bijesa na ljude, posebno kada mu udijele kompliment; on to shvaća kao izravnu uvredu i uzvraća nimalo biranim riječima.
Pokazuje i cijeli niz nepovezanih vještina: tako u jednoj epizodi tvrdi kako posjeduje crni pojas u karateu, a kasnije u istoj epizodi priređuje masovni vatromet na radost mještana Cicelyja. Adam isto tako sugerira kako je u prošlosti radio za CIA-u, bio povezan s aferom Iran-Contra te da zna tko je Duboko grlo u aferi Watergate. Međutim, uistinu zna mnogo osobnih detalja o mnogim stanovnicima Cicelyja.
Gledatelji su u posljednjim godinama serije isticali kako je Adam možda autističan: dokazi za te tvrdnje su njegovo nenošenje obuće (klasični osjetilni poremećaj), njegova stalna kontrola teme, česti izljevi bijesa, tendencija monolozima te nesposobnost da se u obzir uzme perspektiva drugih. 
U trećoj sezoni uveden je lik Adamove ljubavnice (za koju se isprva tvrdi kako mu je žena), Eve. Eve je, kao što to Fleischman kaže, "Mozart hipohondara", te traži od Fleischmana da na njoj izvede cijeli niz testova. Čak za jedan vikend otima Fleischmana vezavši ga lancima. Ona i Adam konstantno se svađaju, ali se odupiru misli kako bi se mogli rastati; kad ona nije u blizini, Adam stalno priča o radosti koju proživljava u njihovu braku.
Adam i Eve ispovijedaju različite vjere. Adam je nepristojni i ponekad nasilni kveker. Eve se naziva Reformiranom Kršćanskom Znanstvenicom te konstantno potražuje medicinsku pomoć.
Adam i Eve kasnije sklapaju brak, a svi (pa i Adam) otkrivaju da je Eve bogata naseljednica.  Ponekad prekidaju svoj pustinjački život putovanjima po svijetu.

## Vanjske poveznice
- Adam u internetskoj bazi filmova IMDb-u